# Largo do Senado (Macau)
O Largo do Senado foi sempre o centro urbano de Macau e é também uma zona adequada ao convívio e às actividades culturais. Localiza-se na Freguesia da Sé.
Antigamente, os governadores portugueses revistavam as tropas e a polícia da Cidade neste preciso largo quando assumiam o posto. Actualmente continuam a celebrar-se muitos eventos neste local.
O Largo encontra-se pavimentada pela chamada calçada portuguesa, com efeitos ondulatórios, criada por calceteiros portugueses. Esta calçada, além de cobrir o Largo e grande parte da Avenida Almeida Ribeiro (uma avenida muito movimentada quer por pedestres quer por carros e que contém muitas lojas e estabelecimentos comerciais, nomeadamente joalharias), estende-se também até às Ruínas de São Paulo, tornando o centro da cidade num paraíso de pedestres. O Largo cobre uma área de 3700m2.
O Largo está rodeado por edifícios de estilo europeu, entre eles a Santa Casa de Misericórdia e o Edifício do Leal Senado.
O Largo do Senado, juntamente com o Edifício do Leal Senado e a Santa Casa de Misericórdia, é incluído na Lista dos monumentos históricos do "Centro Histórico de Macau", por sua vez incluído na Lista do Património Mundial da Humanidade da UNESCO.

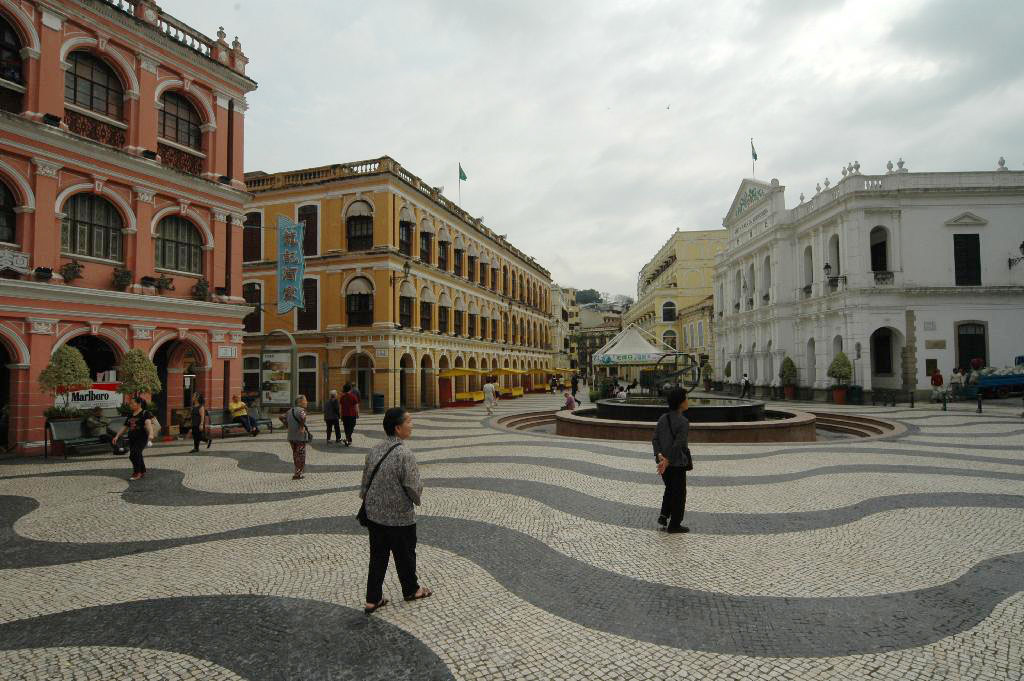
Largo do Senado, rodeado de edifícios de estilo europeu. O edifício de cor branca é a Santa Casa de Misericórdia
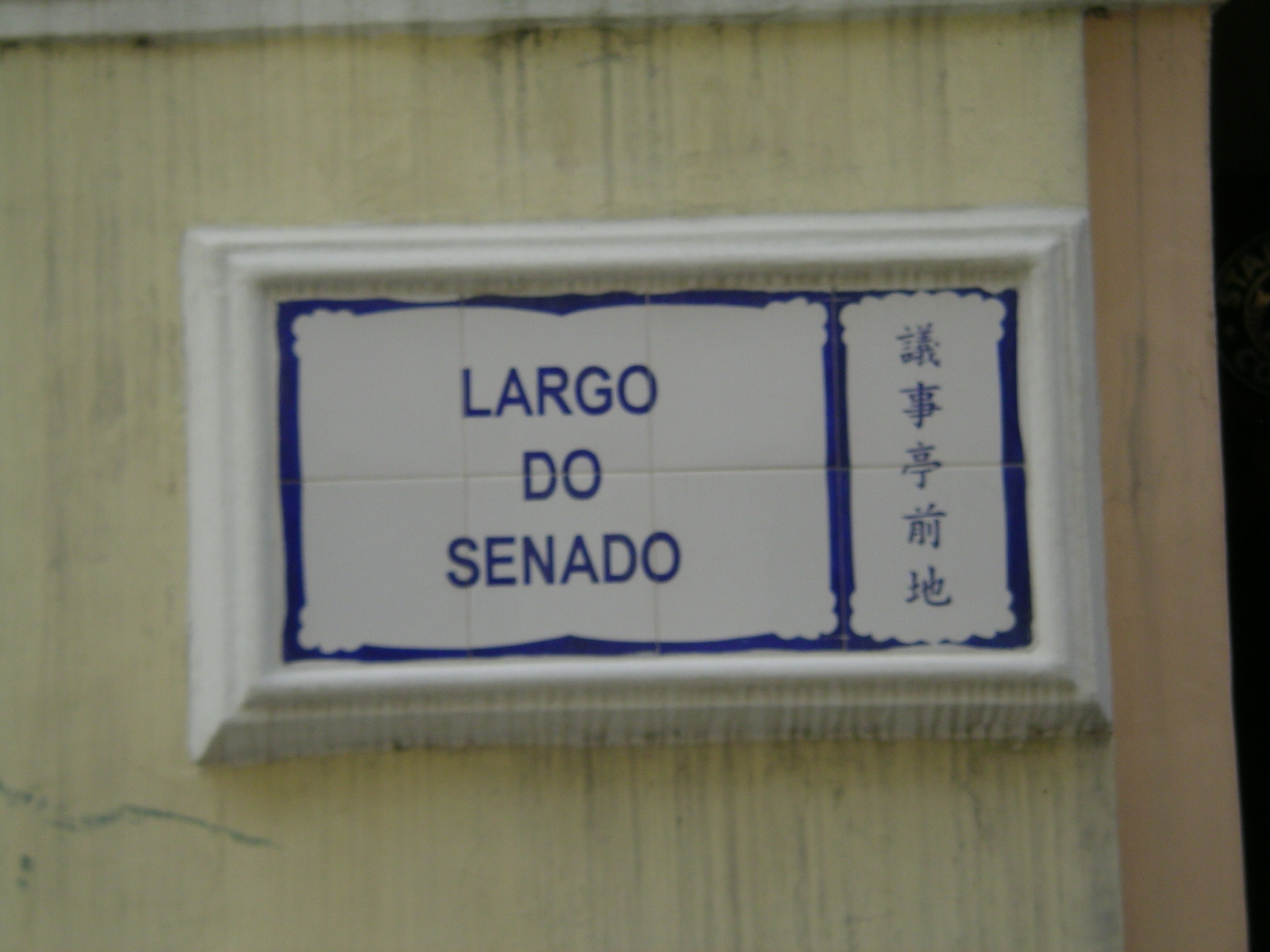
Uma sinalização rodoviária indicando o Largo do Senado